# Manao
El manao és una llengua del grup de llengües arawak de l'Alt Amazones que es va parlar al Brasil i que està extingida des de fa temps. El poble que la parlava, els manaós, va donar el seu nom a l'actual ciutat de Manaus, la capital de l'estat de l'Amazones (Brasil).

## Vocabulari
Algunes paraules en manao són:
| Català | Manao         |
| ------ | ------------- |
| Un     | Panimu        |
| Dos    | Piarukúma     |
| Tres   | Pialuky paulo |
| Home   | Yrinály       |
| Dona   | Ytunalo       |
| Sol    | Gamuy         |
| Lluna  | Ghairy        |
| Aigua  | Unüa          |